# Dimitri Kitsikis

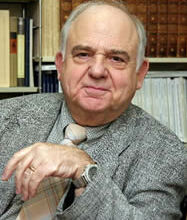
Dimitri Kitsikis

Dimitri Kitsikis (griechisch Δημήτρης Κιτσίκης, * 2. Juni 1935 in Athen; † 28. August 2021 in Ottawa) war ein griechischstämmiger Hochschullehrer an der Universität Ottawa und Fellow der Royal Society of Canada. Seine Lehrgebiete waren die Politik der internationalen Beziehungen, Griechisch-Türkische Beziehungen sowie griechische, türkische und chinesische Geschichte.

## Leben
Kitsikis wurde 1935 als Sohn eines bekannten Wissenschaftlers und Politikers und einer Volkskämpferin in Athen geboren. Seit 1947 besuchte er ein katholisches Internat in Paris und besuchte im Jahr 1958 China. 1962 promovierte er an der Sorbonne in Paris.
1965 wurde er beauftragter Forscher im Nationalen Zentrum für Wissenschaftliche Forschung (CNRS) in Paris. Im selben Jahr gründete er die Wissenschaft der Photo Geschichte. 1968 nahm er am „Maiaufstand von '68“ in Paris teil. Wegen der Beteiligung am Maiaufstand wurde er 1970 vom Nationalen Zentrum für Wissenschaftliche Forschung entlassen. Im selben Jahr erhielt er eine ordentliche Professur auf dem Lehrstuhl für Geschichte der Internationalen Beziehungen der britisch-französischen Universität Ottawa.
Er lehrte an den Universitäten Ankara und Istanbul chinesische und türkische Geschichte, war Berater von Turgut Özal und Konstantinos Karamanlis. Sein Wirken gilt einer Versöhnung und Union zwischen der Türkei und Griechenland.
1981 wurde er durch die Bosporus-Universität für seinen wissenschaftlichen Beitrag über die Untersuchung des Kemalismus in der Türkei ausgezeichnet.
1991 erhielt er für seine Verdienste um die griechisch-türkische Freundschaft den Preis der Griechischen Friedens- und Freundschaftskommission Ipekci.
In Athen wurde im Jahr 2006 eine Bibliothek nach ihm benannt.

## Werke
Er hat 34 eigene wissenschaftliche Werke über internationale Beziehungen, chinesische, griechische und türkische Geschichte veröffentlicht (u. a. eine „Vergleichende Geschichte Griechenlands und der Türkei“, „Vergleichende Geschichte Griechenlands und Chinas“). Dazu kommen 35 weitere Werke, für die er als Ko-Autor tätig war (u. a. „Kommunistische Parteien in Westeuropa“, „Frau und Familie im Islam“). Seine Werke wurden in verschiedene Sprachen (u. a. griechisch, türkisch, russisch, bulgarisch, portugiesisch, spanisch) übersetzt. Dazu kommen weitere Veröffentlichungen in wissenschaftlichen Zeitschriften sowie sechs Bände mit Gedichten und zwei weitere mit Gedichten und Zeichnungen. Seit 1996 gibt er in Griechenland die vierteljährliche Zeitschrift „Zwischenregion“ über Geopolitik und griechisch-türkische Beziehungen heraus.
Die Theorie der Zwischenregion (Ἐνδιάμεση Περιοχή) ist ein Thema, das Kitsikis fortdauernd behandelt und auf die er sein Griechentürkentum stützt. Die Zwischenregion stimmt geographisch mit dem Gebiet Eurasiens überein, auf dem das orthodoxe Christentum und der Islam vorherrschend sind.
- Propagande et pressions en politique internationale. La Grèce et ses revendications à la Conférence de la Paix, 1919-1920. Paris: Presses Universitaires de France, 1963.
- Le rôle des experts à la Conférence de la Paix. Gestation d’une technocratie en politique internationale. Ottawa: Editions de l’Université d’Ottawa, 1972.
- Συγκριτικὴ Ἱστορία Ἑλλάδος καὶ Τουρκίας στὸν 20ό αἰῶνα. Athen: Hestia, 1978 (1990, 1998).
- L’Empire ottoman. Paris: Presses Universitaires de France, 1985 (1991, 1994).
- Συγκριτικὴ Ἱστορία Ἑλλάδος-Κίνας ἀπὸ τὴν ἀρχαιότητα μέχρι σήμερα. Athen: Herodotos, 2007.
- La montée du national-bolchevisme dans les Balkans. Le retour à la Serbie de 1830 Paris: Avatar, 2008.
- Περί Ηρώων: Οι ήρωες και η σημασία τους για τον σύγχρονο ελληνισμό. Athen: Herodotos, 2014.